# Raschötzhütte
Die Raschötzhütte (ladinisch Utia de Resciesa, italienisch Rifugio Rasciesa) ist eine Schutzhütte der Gemeinde St. Ulrich in Gröden in den Südtiroler Dolomiten.

## Lage und Umgebung
Die Hütte befindet sich auf 2164 m s.l.m. Höhe auf Raschötz, genauer im westlich gelegenen, Außerraschötz genannten Teil. Raschötz ist eine Hochalm oberhalb von St. Ulrich, mit dem sie über die Raschötzer Bahn verbunden ist. Die Alm liegt auf der Spitze eines Bergrückens in der Geislergruppe, der das südlich gelegene Gröden von Villnöß im Norden trennt. Gegen Westen fällt der Kamm Richtung Lajen und ins Eisacktal ab. Östlich von Raschötz befinden sich die Seceda und die Geislerspitzen. Die Hütte liegt im westlichsten Teil des Naturparks Puez-Geisler.

## Geschichte

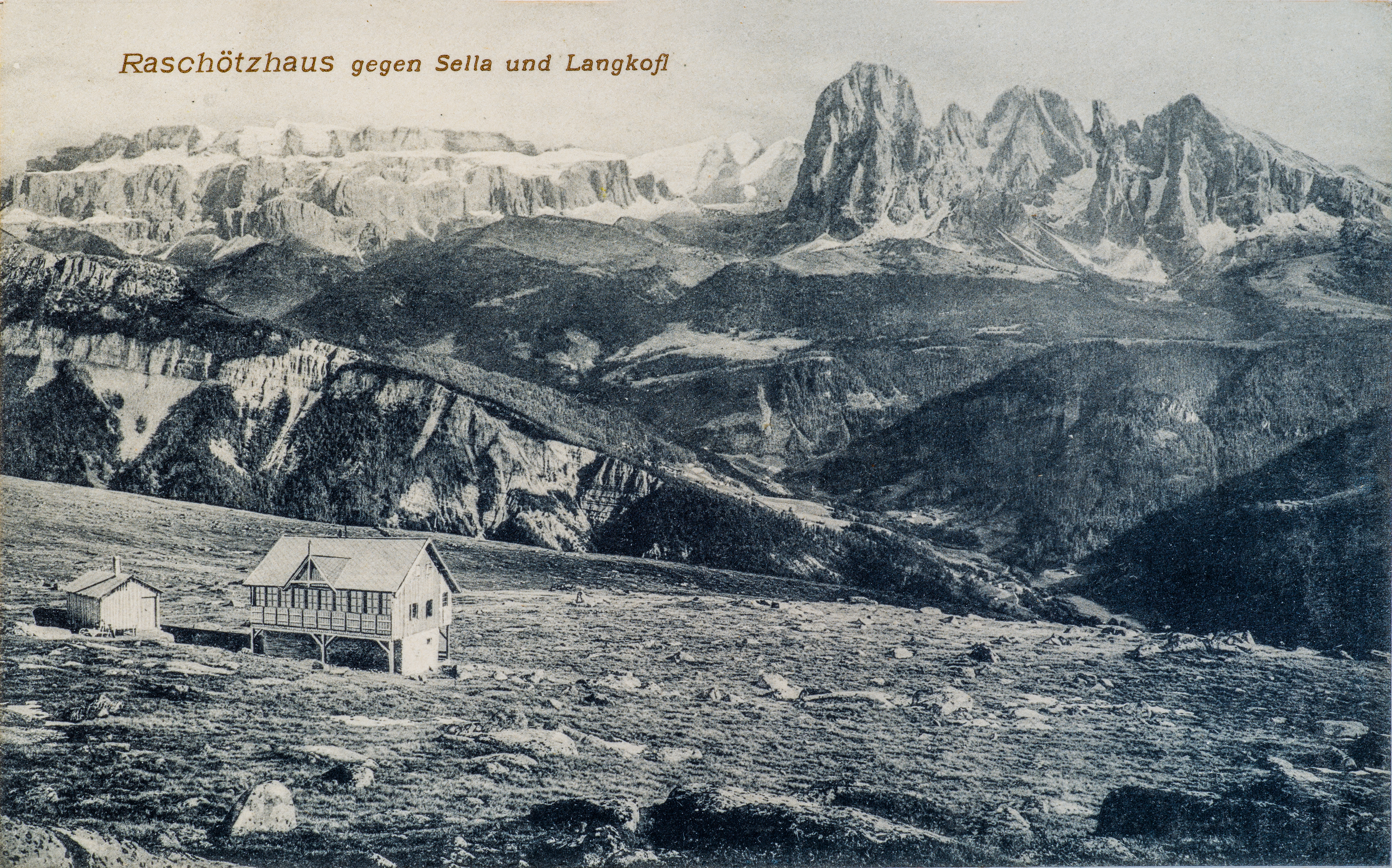
Die neu erbaute Hütte in einer Postkarte um 1905.

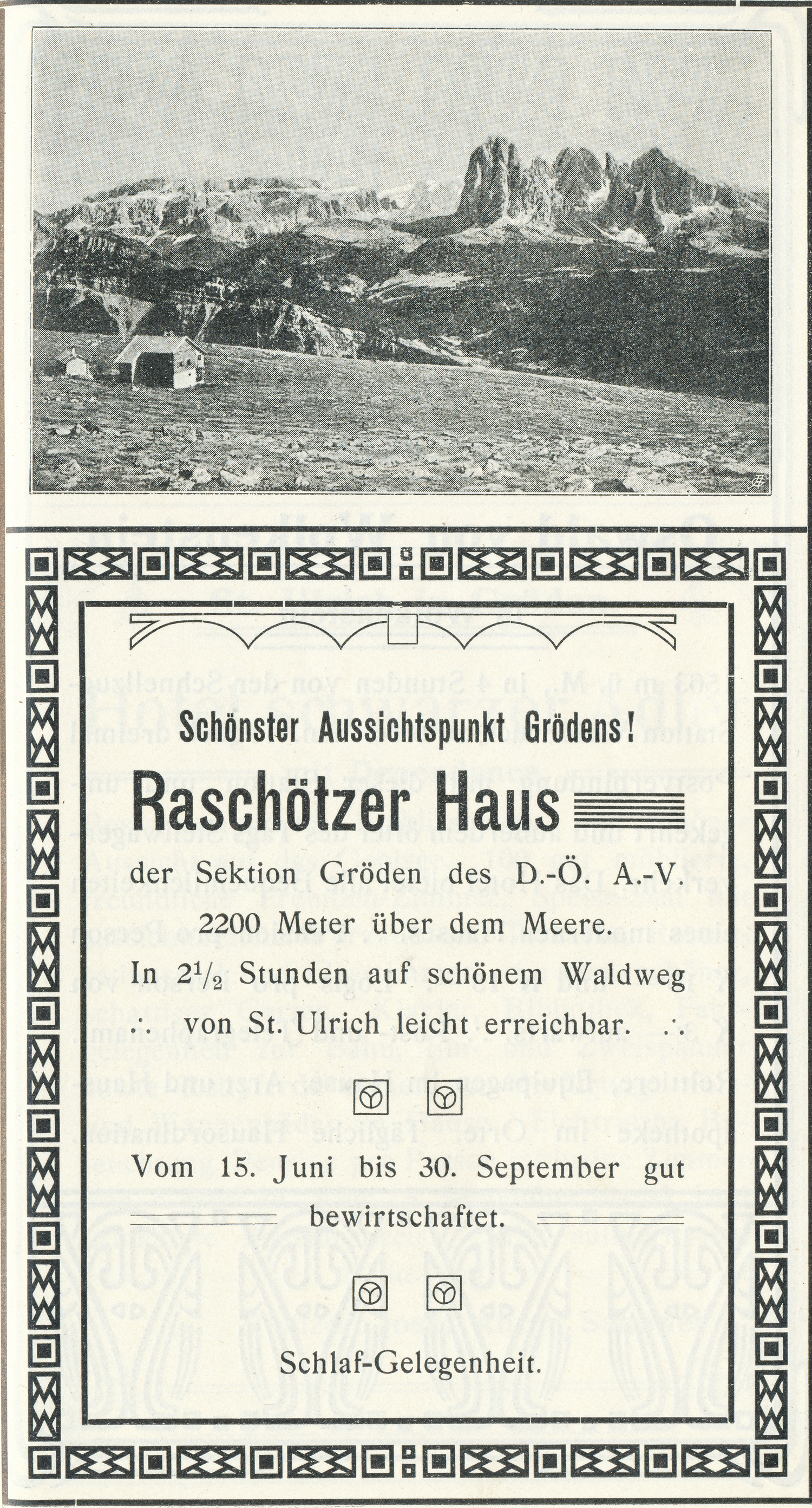
Reklame im Kalënder de Gherdëina 1911

Am 9. August 1901 beschloss die Generalversammlung der Sektion Gröden des Deutschen und Österreichischen Alpenvereins (DuOeAV), für 6.000 Kronen eine Schutzhütte auf Raschötz zu errichten. Vinzenz Vinatzer-Sartëur erbaute jedoch die Hütte mit eigenen Mitteln im Auftrag des DuOeAV. Die Hütte wurde am 24. August 1903 sehr feierlich durch den Kuraten Franz Anderlan eingeweiht und zehn Jahre lang von Vinzenz Vinatzer geführt. 1913 kaufte die Sektion Gröden des DuOeAV die Hütte mit einer Finanzierung von 53 Aktien zu je 100 Kronen dem Vinatzer ab. Im Ersten Weltkrieg verwahrloste die Hütte und wurde nach dem Krieg vom Präsidenten des Verschönerungsvereins St. Ulrich Martin Demetz für 9.000 Lire restauriert. 1923 wurde die Hütte vom italienischen Staat enteignet und der Sektion Bozen des Club Alpino Italiano (CAI) übergeben.
Hüttenwart waren:
- 1948–1949 Josef Bernardi-Lësc und Gattin Carolina Perathoner Baga
- 1950–1957 Konrad Comploi-Coldeflam und Gattin Clara Pitscheider-Menza
- 1958–1962 Batista Vinatzer und Gattin Ottilia Insam-Tavella
- 1963–1997 Vinzenz Malsiner und Gattin Anna Kerschbaumer.

Nach 1997 wurde die Hütte geschlossen und verwahrloste. Die Hütte wurde 2005 von der Gemeinde St. Ulrich zum Preis von 464.000 Euro der Sektion Bozen des CAI abgekauft, vollständig abgerissen und für 1.946.000 Euro nach einem Plan des Ing. Flavio Mussner in Zusammenarbeit mit der Lia da Mont, einer Vereinigung der Grödner Sektionen des CAI und des AVS, neu aufgebaut. Die Auflage war, auch eine energiesparende und behindertengerechte Schutzhütte zu bauen.
Am 21. Dezember 2010 wurde die neue Hütte mit der Plakette „Klimahaus A+“ ausgezeichnet und eröffnet. Der jetzige Pächter ist David Piazza mit Familie.